# Деалу Пержулуј (Бакау)
Деалу Пержулуј (рум. Dealu Perjului) насеље је у Румунији у округу Бакау у општини Ончешти. Oпштина се налази на надморској висини од 194 m.

## Становништво
Према подацима из 2002. године у насељу је живело 260 становника, од којих су сви румунске националности.